# Leopold von Buch
Christian Leopold von Buch (født 26. april 1774 på slottet Stolpe i Ukermark, død 4. marts 1853 i Berlin) var en tysk geolog.
von Buch studerede ved bjergakademiet i Freiberg og hyldede længe sin lærers, Werners neptunistiske anskuelser, men efter gentagne besøg i vulkanske egne måtte han mere og mere tage afstand fra Werner og trådte nu i skranken for en yderliggående vulkanistisk lære. Paå sine talrige geologiske rejser besøgte von Buch store dele af Europa samt de kanariske Øer. Han modtog Wollastonmedaljen i 1842.
Af hans mange geologiske afhandlinger kan nævnes Geognostische Karte von Deutschland und den umliegenden Staaten (1826 og 1832), der efterhånden er udkommet i en mængde udgaver; endvidere Reise durch Norwegen und Lappland (2 bind, 1810) samt Über den Jura in Deutschland (1839). Også som palæontolog offentliggjorde von Buch betydningsfulde arbejder, der særlig omhandler brachiopoder.